# Hiroko Utsumi
Hiroko Utsumi (内海紘子 Utsumi Hiroko?) es una directora, animadora, guionista gráfica de anime japonesa. Se graduó en la Facultad de Diseño Municipal de Osaka. Es conocida por su trabajo con Kyoto Animation, particularmente como directora original de Free!. Después de dejar la empresa afiliada de Kyoto Animation, Animation Do, dirigió la adaptación al anime del manga Banana Fish y creó y dirigió SK∞ the Infinity junto a Bones.

## Trabajos

### Series de televisión
Destaca papeles con funciones de dirección de series.
| Año  | Título                            | Director(es)                                         | Estudio         | Funciones | Refs.         |
| ---- | --------------------------------- | ---------------------------------------------------- | --------------- | --- | ------------- |
| 2005 | Full Metal Panic! The Second Raid | Yasuhiro Takemoto                                    | Kyoto Animation | Segunda animación clave (#10) | [ 2 ]         |
| 2006 | Suzumiya Haruhi no Yūutsu         | Tatsuya Ishihara                                     | Kyoto Animation | Animación clave (#6, 8, 11-12) | [ 3 ]         |
| 2006 | Kanon                             | Tatsuya Ishihara                                     | Kyoto Animation | Animación clave (#4) | [ 4 ]         |
| 2007 | Lucky☆Star                        | Yutaka Yamamoto (#1-4) Yasuhiro Takemoto (#5-24)     | Kyoto Animation | Animación clave (#1, 3, 9, 15, 21) | [ 5 ]         |
| 2007 | Clannad                           | Tatsuya Ishihara                                     | Kyoto Animation | Animación clave (#1-3, 8, 13, 18, 23) | [ 6 ]         |
| 2008 | Clannad: After Story              | Tatsuya Ishihara                                     | Kyoto Animation | Animación clave (#3, 6, 10, 12) | [ 7 ]         |
| 2009 | K-On!                             | Naoko Yamada                                         | Kyoto Animation | Animación clave (#1, 6; OP, ED) | [ 8 ]         |
| 2009 | Suzumiya Haruhi no Yūutsu         | Tatsuya Ishihara Yutaka Yamamoto (#1-7, 9-11, 25-28) | Kyoto Animation | Directora de episodio asistente (#13) Animación clave (#10-11, 13, 16, 19, 21-22, 26-27)                                                                                            | [ 9 ]         |
| 2010 | K-On!!                            | Naoko Yamada                                         | Kyoto Animation | Directora de episodios (#7, 13, 19, 25) Guionista gráfica (#7, 13, 19, 25) Animación clave (#1, 13, 25-26; ED)                                                                      | [ 10 ]        |
| 2011 | Nichijō                           | Tatsuya Ishihara                                     | Kyoto Animation | Directora de episodios (#3, 9, 18-19) Guionista gráfica (#3, 9, 18-19) Animación clave (#1; OP 1-2)                                                                                 | [ 11 ]        |
| 2012 | Hyōka                             | Yasuhiro Takemoto                                    | Kyoto Animation | Directora de episodios (#2, 7, 15, 21) Guionista gráfica (#7, 15, 21) Animación clave (#7, 15, 21; OP)                                                                              | [ 12 ]        |
| 2012 | Chūnibyō Demo Koi ga Shitai!      | Tatsuya Ishihara                                     | Kyoto Animation | Directora de episodios (#5, 13) Guionista gráfica (#5, 13) | [ 13 ]        |
| 2013 | Tamako Market                     | Naoko Yamada                                         | Kyoto Animation | Guionista gráfica (#7) Animación clave (#OP) | [ 14 ]        |
| 2013 | Free!                             | Hiroko Utsumi                                        | Kyoto Animation | Directora Directora de episodio (#1) Guionista gráfica (#1, 4; OP, ED) Directora de unidad (#OP, ED)                                                                                | [ 15 ] [ 16 ] |
| 2014 | Free! Eternal Summer              | Hiroko Utsumi                                        | Kyoto Animation | Directora Directora de episodios (#1, 13) Guionista gráfica (#1-3, 13; OP, ED) Directora de unidad (#OP, ED)                                                                        | [ 17 ]        |
| 2016 | Bungō Stray Dogs 2                | Takuya Igarashi                                      | Bones           | Guionista gráfica (#8) | [ 18 ]        |
| 2016 | Days                              | Kōnosuke Uda                                         | MAPPA           | Guionista gráfica (#ED 2) Directora de unidad (#ED 2) | [ 19 ]        |
| 2017 | My Hero Academia 2                | Kenji Nagasaki                                       | Bones           | Guionista gráfica (#ED 2) Directora de unidad (#ED 2) | [ 20 ]        |
| 2017 | Shōkoku no Altair                 | Kazuhiro Furuhashi                                   | MAPPA           | Directora de episodio (#12) Guionista gráfica (#12-13) | [ 21 ]        |
| 2018 | Banana Fish                       | Hiroko Utsumi                                        | MAPPA           | Directora Directora de episodios (#1, 24) Guionista gráfica (#1-3, 24; OP 1-2, ED 2) Directora de unidad (#OP 1, ED 2) Directora de animación asistente (#20) Animación clave (#24) | [ 22 ]        |
| 2019 | Dororo                            | Kazuhiro Furuhashi                                   | MAPPA           | Guionista gráfica (#OP 2) Directora de unidad (#OP 2) | [ 23 ]        |
| 2021 | SK∞ the Infinity                  | Hiroko Utsumi                                        | Bones           | Directora Creadora original Directora de episodio (#1) Guionista gráfica (#1-2; OP, ED)                                                                                             | [ 24 ]        |
| 2024 | Bucchigiri?!                      | Hiroko Utsumi                                        | MAPPA           | Directora Creadora original Directora de episodios (#1, 12) Guionista gráfica (#1-2, 12; OP, ED) Directora de episodio asistente (#1)                                               | [ 25 ] [ 26 ] |
| —    | SK∞ the Infinity 2                | Hiroko Utsumi                                        | Bones           | Directora Creadora original | [ 27 ]        |

### Películas
| Año  | Título                                 | Director(es)                       | Estudio         | Funciones                              | Refs.  |
| ---- | -------------------------------------- | ---------------------------------- | --------------- | -------------------------------------- | ------ |
| 2010 | Suzumiya Haruhi no Shōshitsu           | Tatsuya Ishihara Yasuhiro Takemoto | Kyoto Animation | Directora de unidad Animación clave    | [ 28 ] |
| 2011 | K-On! La película                      | Naoko Yamada                       | Kyoto Animation | Directora de unidad Animación clave    | [ 29 ] |
| 2014 | Tamako Love Story                      | Naoko Yamada                       | Kyoto Animation | Comité de producción                   | [ 30 ] |
| 2016 | Yu-Gi-Oh!: The Dark Side of Dimensions | Satoshi Kuwabara                   | Gallop          | Directora de animación Animación clave | [ 31 ] |

### ONAs
| Año  | Título                                                             | Director(es)    | Estudio         | Funciones                 | Refs.  |
| ---- | ------------------------------------------------------------------ | --------------- | --------------- | ------------------------- | ------ |
| 2013 | Kyōkai no Kanata: Idol Saiban! Mayoi Nagara mo Kimi wo Sabaku Tami | Taichi Ishidate | Kyoto Animation | Guionista gráfica (#2, 3) | [ 32 ] |

### OVAs
Destaca papeles con funciones de dirección de series.
| Año  | Título                          | Director(es)      | Estudio         | Funciones                   | Refs.  |
| ---- | ------------------------------- | ----------------- | --------------- | --------------------------- | ------ |
| 2008 | Lucky☆Star OVA                  | Yasuhiro Takemoto | Kyoto Animation | Animación clave             | [ 33 ] |
| 2017 | Bungou Stray Dogs: Hitori Ayumu | Takuya Igarashi   | Bones           | Guionista gráfica           | [ 34 ] |
| 2025 | SK∞ the Infinity OVA            | Hiroko Utsumi     | Bones           | Directora Creadora original | [ 27 ] |